# Sapindopsis
Sapindopsis — це вимерла форма роду листків крейдяного періоду. Асоційовані репродуктивні структури тепер припускають, що він був більш тісно пов’язаний з платанами та платанами родини Platanaceae.

## Опис
Листки складаються з трьох-шести листочків. Листочки відрізняються чіткістю або злиттям із середньою жилкою. Жилкування перисте.

## Поширення та види
Сапіндопсис був географічно поширений від Азії до Північної Америки. Види включають:
- †Sapindopsis magnifolia (Fontaine) Dilcher and Basson 1990 — з групи Потомак, рання крейда (баремський період) у Вірджинії, США
- †Sapindopsis anhouryi Dilcher and Basson 1990 — з Саннінської формації, середина крейди (сеноман) Намура, Ліван
- †Sapindopsis asiaticus Golovneva and Sun 2022 — з криворіченської свити (верхній альб-нижній турон) Росії
- †Sapindopsis chinensis Golovneva and Sun 2022 — з формації Далазі в Китаї та формації Алчан в Росії (верхній Альб)
- †Sapindopsis orientalis Golovneva and Sun 2022 — з френцівської свити Росії
- †Sapindopsis powelliana (Lesquereux) Wang and Dilcher 2018 — з формації Дакота, середина крейди (сеноман) Канзасу, США. Distefananthus hoisingtonensis (Huegele and Wang 2022) може бути суцвіттям того самого виду
- †Sapindopsis retallackii Wang and Dilcher 2018 — з формації Дакота, середина крейди (сеноман) Канзасу, США
- †Sapindopsis variabilis Fontaine 1889 — з формації Патапско, рання крейда (баремський період) у Вірджинії, США